# Société anonyme des Charbonnages des Quatre-Jean

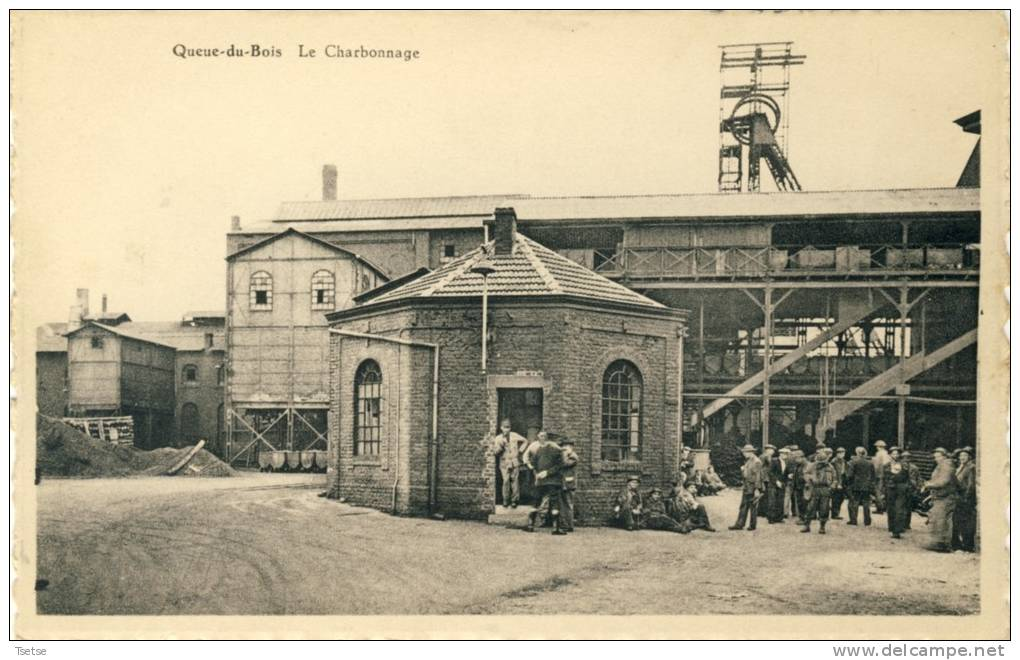
L' Ancien charbonnage de Queue-du-Bois

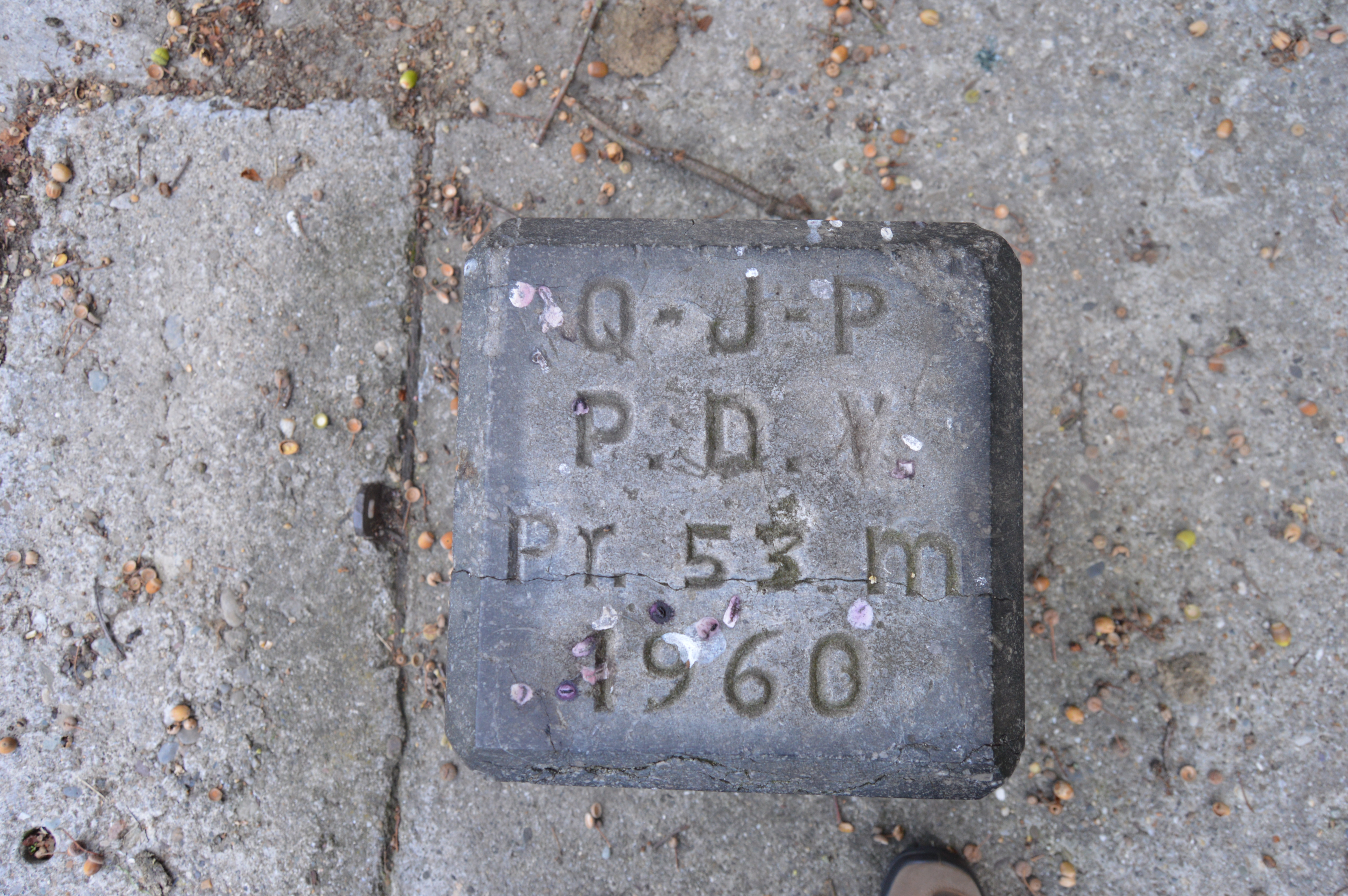
Ancien Puits des Vaches (aération) du charbonnage des Quatre-Jean, à proximité du ruisseau de la Julienne

La Societe Anonyme des Charbonnages des Quatre-Jean de Retinne & Queue-Du-Bois est une ancienne société charbonnière de la région de Liège, dont la concession se situait à l'est de Liège sur les territoires des communes de Beyne-Heusay, Liège et Fléron,.
La concession se trouvait au nord-ouest de celle de la Société anonyme des Charbonnages de Wérister.

## Histoire
L'exploitation de la houille dans la région de Liège est attestée depuis le XIIe siècle. Une « fosse des Quatre Jean » est mentionnée dès 1732, où de Jean Chaumont, Jean de Troisfontaines, Jean Pirotte et Jean de Faweux extraient du charbon dans les campagnes de Mielmont et Hayette. Divers propriétaires se succèdent alors, et une autorisation est formellement accordée en 1789.
L'exploitation de la concession est alors réalisée par les puits de Retinne et de Hayette, l'aérage s’effectuant par les puits Monfeld et des Vaches. Ces installations étaient modestes, et un nouveau puits Mairie fut creusé en 1870 à Queue-du-Bois.
De société civile, l'entreprise devient société anonyme en 1877. Mais l'entreprise n'est pas desservie par le chemin de fer, et la production est toujours expédiée par charrette, en particulier vers Verviers.
En 1878, une liaison est envisagée avec le charbonnage de Lonette qui venait d'être raccordé au chemin de fer. Mais on préférera dans un premier temps une solution plus rapide d'un tunnel vers les Moulins-sous-Fléron, pour transfert du charbon vers la gare de Jupille. Le charbonnage fut cependant relié à la ligne de chemin de fer 38 par Lonette plus tard.
La fosse Hayette est abandonnée en 1896 à la suite d'un éboulement.
Divers équipements importants seront réalisés fin du XIXe siècle : second puits au siège Mairie (1891), nouveau triage (1893), électricité dans les bâtiments de surface et inauguration d'une chaudière supplémentaire (1895). D'autres installations suivent au début du vers 1910 : installation d'une centrale électrique, nouveau triage, locomotives à benzine dans les galeries, inauguration d'une fabrique de briquettes de charbon.
Le charbonnage continue petitement ses activités pendant la Première Guerre mondiale, mais ses installations sont préservées. En 1920, le charbonnage acquiert la concession Herman et Pixherotte. Sa concession s'étend désormais sous les anciennes communes de Bellaire, Parfondvaux, Queue-du-Bois, Fléron et Jupille.
Après la Seconde Guerre mondiale, le charbonnage sera le premier de la région à utiliser des locomotives électriques dans ses galeries.
Malgré ses installations modernes, le charbonnage cessa ses activités en 1959 pour ses coûts d'extraction élevés, à l'instar des autres charbonnages liégeois.

## De nos jours

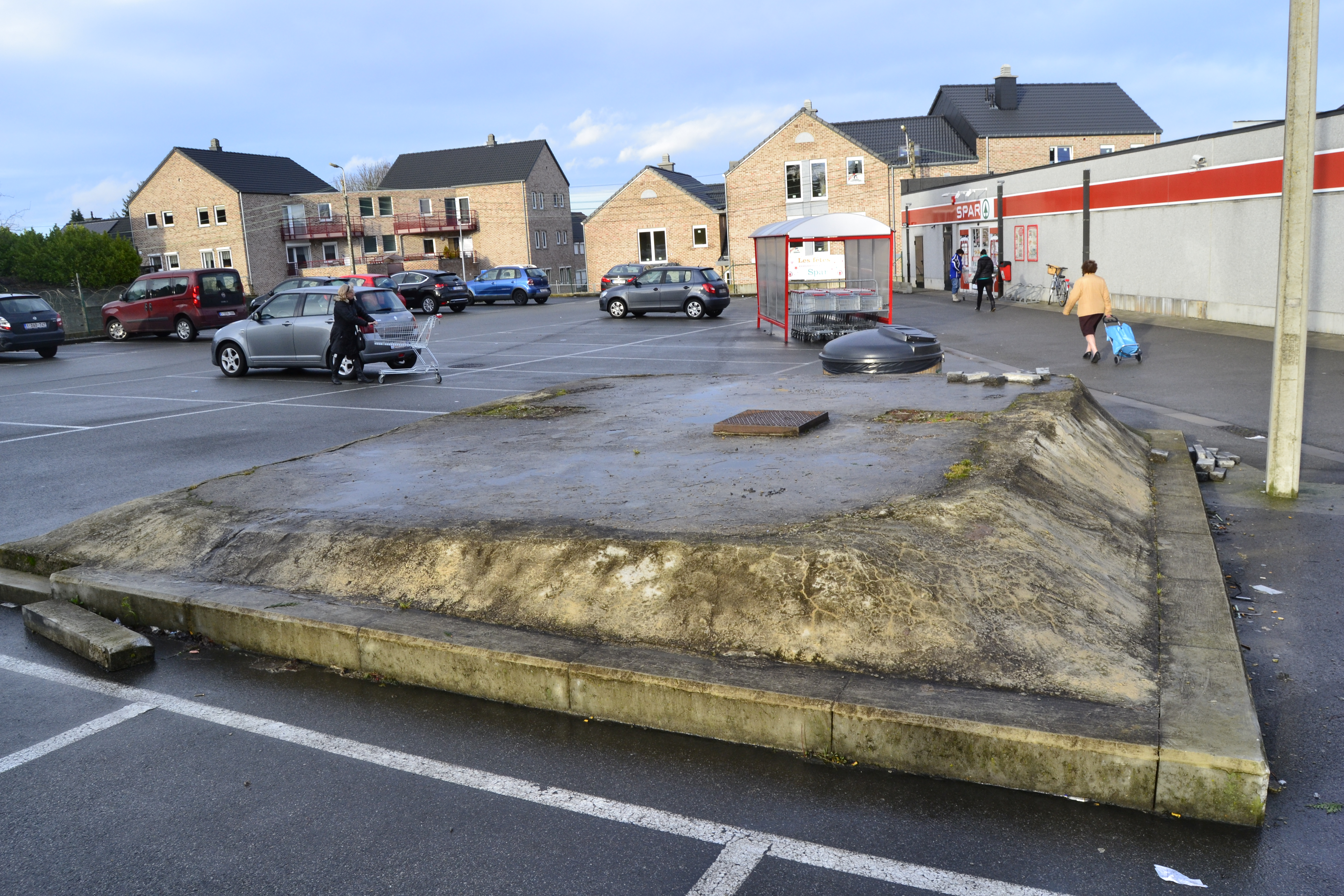
Ancien puits du Charbonnage des Quatre-Jean (ou Mairie ou Queue-du-Bois) en 2012

Le charbonnage a été détruit. Le site du charbonnage des Quatre-Jean / Mairie / Queue-du-Bois est désormais principalement occupé par une surface commerciale, qui a pour partie réutilisé les bâtiments du charbonnage, et son parking.
Deux puits bétonnés surmontés d'une borne sont toujours visibles sur le site, ainsi que divers soubassements sur les terrains environnants. Le puits des Vaches, qui servait à l'aération, est également bétonné, surmonté d'une borne, et se trouve dans la campagne à environ un kilomètre vers l'est.

## Géolocalisation approximative des anciens sites d'exploitation[2]
- Siège social :
  - Bellaire : 50° 38′ 30″ N, 5° 40′ 03″ E
  - Mairie : 50° 38′ 16″ N, 5° 40′ 35″ E
  - Puits des Vaches (aération) : 50° 38′ 22″ N, 5° 41′ 48″ E

## Terrils[4],[5]
- Quatre-Jean - 50° 38′ 10″ N, 5° 40′ 26″ E - (inexploité)

## Sources
- « Le Charbonnage des Quatre-Jean »(Archive.org • Wikiwix • Archive.is • Google • Que faire ?) - Queue-du-Bois avant...
- André De Bruyn, Anciennes Houillères de la région liégeoise, Liège, Dricot, 1988, 208 p. (ISBN 2-87095-058-6)
- Claude Gaier, Huit siècles de houillerie liégeoise, histoire des hommes et du charbon à Liège, Liège, Éditions du Perron, 1988 (ISBN 2-87114-031-6)
- Retour sur le charbonnage de Queue-du-Bois - YouTube, 2008.
- La Mort du terril de Queue-du-Bois- YouTube, 2011.